# Eva Stuart-Watt
Eva Stuart-Watt (* 1891 in New South Wales, Australien; † 1959 in Dublin) war eine britische katholische Missionarin, später Malerin und Autorin. 1926 gelang ihr als vierter Frau der Aufstieg auf den Kilimandscharo.

## Leben
Eva Stuart-Watt wurde 1891 als Tochter des britischen Missionars James Stuart-Watt (1855–1914) und seiner Frau Rachel geb. Harris (* 1862) im ländlichen New South Wales in Australien geboren. Ihre Eltern waren nach einem Afrikaaufenthalt von 1885 bis Mai 1888 aus gesundheitlichen Gründen dorthin gezogen, bereiteten aber bereits den nächsten Missionsaufenthalt in Ostafrika vor.
1893 kehrte die Familie nach Afrika zurück. Über Sansibar gelangten sie nach Mombasa, von wo James Stuart Watt mit der inzwischen sechsköpfigen Familie den Weg zu Fuß ins Landesinnere antrat. Die Familie ließ sich in Machakos nieder, wo sie eine Farm betrieb und die Eltern in der Missionsarbeit wirkten.
Eva wuchs zunächst dort auf und wurde mit ihren drei Geschwistern 1901 nach England geschickt, um ihre Schulausbildung zu erhalten. Eva und ihre Schwester besuchten dazu Walthamstow Hall in Sevenoaks. 1911 hatte Eva ihre Schulausbildung beendet und arbeitete als Pflegeschwester und Gouvernante im Pfarrhaus von Cullompton, Devon.
1913 begleitete sie ihre Eltern zusammen mit zwei Geschwistern erneut nach Afrika. Die Familie siedelte sich auf einer Farm am Berg Ol Donyo Sabuk in Kenia an. 1914 starben der Bruder und Evas Vater an Fieber, sodass Eva mit ihrer Mutter und einer Schwester die Farm allein weiterbetrieb.

## Kilimandscharo
Eva war bis Mitte der 1920er Jahre bereits mehrfach auf den oberen Hängen des Berges gewesen. Zwei Touren führten sie bis zur bis heute existierenden Bismarck-Hütte (2.675 m Höhe). Den britischen Naturforscher Charles Hedley hatte sie 1925 beim Aufstieg bis zur damaligen Peters-Hütte (heute Horombo Hütten, 3.720 m Höhe) begleitet.
Am 9. September 1926 wagte sie einen eigenen Aufstiegsversuch mit einem einheimischen Führer und sechs Trägern. Nach Übernachtungen auf der Bismarck-Hütte und der Peters-Hütte verbrachten sie die letzte Nacht unterhalb des Kraterrands im Freien. Im Morgengrauen machte sich Eva mit ihrem Führer und einem der Träger auf den Weg zum Kibo. Auf dem Weg fanden sie den Leopardenkadaver, der früher in dem Jahr von Donald Latham bzw. von Richard Reusch entdeckt worden war und der später von Ernest Hemingway in seiner Kurzgeschichte „Schnee auf dem Kilimandscharo“ erwähnt wurde. Gegen 13:00 erreichten sie den Kraterrand. Der Abstieg erfolgte bis zum 14. September.
Die Besteigung wie auch der Fund des Leoparden wurden von Eva als erste umfangreich fotografisch festgehalten. Eva war erst die vierte Frau nach Gertrude Emily Benham (1909), Clara von Ruckteschell-Truëb (1914) und Estella Latham (1925), die den Kraterrand erreichte.

## Weiteres Leben
1928 verließ Eva Stuart Watt Afrika und zog nach Irland. Sie engagierte sich weiterhin im Missionsdienst und gründete mit der Young Ireland for Christ Organisation eine eigene Missionsgesellschaft.
Weiterhin ließ sie sich an der Dublin Metropolitan School of Art zur Künstlerin ausbilden und war in der Folge als Landschaftsmalerin tätig, wobei sie auch Motive ihres Kilimandscharoaufstiegs wählte.
Letztlich war sie auch als Autorin tätig, so veröffentlichte sie einen autobiographischen Bericht ihres Kilimandscharoaufstiegs und 1952 ein weiteres autobiographisches Buch zu ihrem Leben in Irland.
Eva Stuart-Watt starb 1959 in Irland.

## Werke (Auswahl)
- Africa’s Dome of Mystery. Marshall, Morgan & Scott, Ltd. 1930.
- Floods on Dry Ground – Revival in the Congo.  Marshall, Morgan & Scott, Ltd. 1930.
- Aflame for God – A Story of Pioneering Amongst Cannibals. Marshall, Morgan & Scott, Ltd. 1937.
- Thirsting for God – An Account of the Sudan United Mission. Marshall, Morgan & Scott, Ltd. 1938.
- Dynamite in Europe – Missionary Journeys of James Stewart in War-torn Europe. Marshall, Morgan & Scott, Ltd. 1942.
- A Nation Once Again. Kerryman Limited, 1945.
- God at the Crossroads of Europe. Marshall, Morgan & Scott, Ltd. 1949.
- The Quest of Souls in Qua Iboe. Marshall, Morgan & Scott, Ltd. 1951.
- Ireland awakening. Moody Publishers. 1952.

### Speziell zum Kilimandscharoaufstieg
- Eintrag Tanzania Tuesday #28 : Eva Stuart-Watt. Online auf der Homepage The Adventures of Team Wil-Sun. Online. Abgerufen am 2. Juni 2021.